# Fado Maior
Fado Maior é o primeiro álbum de estúdio da cantora portuguesa Kátia Guerreiro. Foi lançado em 2001 pela editora Ocarina.[carece de fontes?]
A destacar os temas "Asas", "Algemas", "Amor de mel, amor de fel", "As rosas / promessa", "Avé Maria" e "Incerteza" que viriam a fazer parte da compilação lançada em 2010 denominada 10 Anos - Nas Asas Do Fado.

## Faixas
1. "Asas" (Maria Luisa Baptista / Georgino de Sousa (fado Georgino)) - (3:30)
2. "Algemas" (Álvaro Duarte Simões) - (3:23)
3. "Amor de mel, amor de fel" (Amália Rodrigues / Carlos Gonçalves) - (3:08)
4. "As rosas / promessa" (Sophia Mello Breyner / João Mário Veiga) - (2:03)
5. "Guitarra triste" (Álvaro Duarte Simões) - (2:47)
6. "Avé Maria" (Fernando Pessoa / João Mário Veiga) - (3:37)
7. "Incerteza" (João Mário Veiga / Miguel Ramos (fado alberto)) - (2:00)
8. "Asa de vento" (Amália Rodrigues / Carlos Gonçalves) - (3:23)
9. "É noite na mouraria" (José Maria Rodrigues / António Mestre) - (2:25)
10. "Minha Lisboa de mim" (Nuno Gomes dos Santos / Silvestre Fonseca) - (3:49)
11. "A Mariquinhas vai à fonte" (Maria Manuel Cid / Música popular) - (2:24)
12. "Esquina de um tempo" (Maria Luisa Baptista / Paulo Parreira e Katia Guerreiro) - (3:00)